# Preston (Rutland)

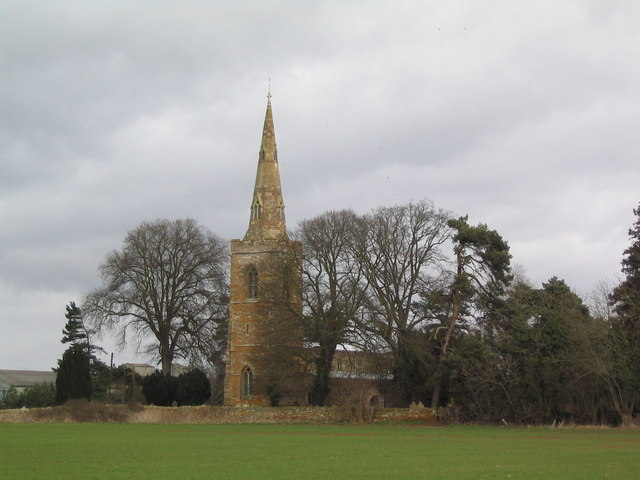
Église Saint-Pierre et Saint-Paul, Preston

Preston est un village et une paroisse civile du comté de Rutland dans les East Midlands en Angleterre. Il se trouve au nord d'Uppingham sur l'A6003 en direction d'Oakham. La population au recensement de 2001 était de 179 habitants, en légère baisse à 173 au recensement de 2011.
Le nom du village signifie « ferme/établissement des prêtres ».
L'église Saint-Pierre-et-Saint-Paul de Preston est un bâtiment classé Grade II.